# Jean François Aimé Dejean

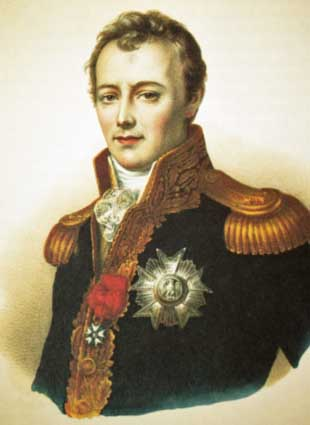
Jean François Aimé Dejean.

Jean François Aimé, Conde de Dejean 1749-1824), foi um oficial do exército francês e ministro de Estado a serviço da Primeira República Francesa e do Primeiro Império Francês.

## Biografia
Jean-François nasceu em 1749 em Castelnaudary, Languedoc. Entrou para o exército real francês como segundo-tenente na escola de engenharia de Mézières em 1766.
Na época da Revolução Francesa, Dejean abraçou os princípios da reforma moderada. Seus talentos na administração militar lhe renderam rápido avanço nas fileiras dos engenheiros do exército. Ele substituiu Pierre de Ruel, marquês de Beurnonville como comandante do Exército do Norte em 16 de setembro de 1796 e seu mandato durou até 24 de setembro de 1797, quando ele entregou a missão de volta a Beurnonville.
Dejean realizou uma variedade de missões importantes como consulado, incluindo Gênova, onde viveu por quase dois anos com o título de ministro extraordinário. Foi chamado a Paris em 1802 para assumir a pasta de Ministro da Administração da Guerra (cargo que ocupou até 1809). Pouco antes de sua aposentadoria do ministério, foi promovido ao posto de inspetor-geral chefe de fortificações. O imperador Napoleão logo depois o tornou senador e tesoureiro da Legião de Honra.
Após a abdicação de Napoleão em 1814, Dejean juntou-se ao Governo Provisório, e realizou a difícil tarefa de comissário extraordinário para o Conde d'Artois (o futuro Carlos X). Ele também foi nomeado, um Par da França, Governador da L'Ecole Polytechnique e Presidente do Comitê para a Liquidação de Atrasados. Mas em 1815, tendo aceitado o serviço sob Napoleão Bonaparte durante os Cem Dias, ele foi removido de todos os cargos públicos no retorno do regime Bourbon.
Em 1819, Dejean retornou à Chambre des Pairs (Câmara dos Lordes francesa), onde apoiou consistentemente a oposição liberal. Morreu em 12 de maio de 1824.